# アレクシ・ギレス
アレクシ・ギレス（英語: Alexe Gilles、1992年1月16日 - ）は、アメリカ合衆国出身、カナダの女性元フィギュアスケート選手。兄弟姉妹にアイスダンス選手のトッド・ギレス、パイパー・ギレスがいる。
2008年全米選手権ジュニアクラス優勝。2008年ジュニアグランプリファイナル3位。

## 人物
ギレス家はスケート一家でアレクシも2歳半でスケートを始めている。
父母はアイスダンスのコーチで各国から学びに来る生徒を多く寄宿させている。太田由希奈もアメリカでリハビリ中はギレス家にホームステイしていた。兄トッド・ギレスもアイスダンス選手でISUグランプリシリーズに出場している。
アレクシと双子の姉妹であるパイパー・ギレスもまたアイスダンス選手で、アレクシが女子シングルで出場した2008年ジュニアグランプリファイナルに出場権を得ていたが怪我で出場を辞退している。

## 経歴
2007年に全米選手権ジュニアクラスで5位。2008年には優勝したが、同年のアメリカジュニア世代は全米選手権シニアの1位長洲未来、2位レイチェル・フラット、4位キャロライン・ジャンがおり世界ジュニア選手権はこの3人が出場しアレクシは第一補欠だった。
2007-2008シーズン、2008-2009シーズンにジュニアグランプリシリーズに参戦。両年ともファイナルに進出し2008年には3位に入賞した。
2012-2013シーズンより、所属をカナダに移し、カナダ選手権で13位。
2014年7月25日、競技からの引退を発表しプロスケーターに転向した。

## 技術
2度の全米選手権と計6回のジュニアグランプリのスコアシートによれば、アクセルを除く5種類の3回転ジャンプを飛んでいるが一つの競技会で全てダウングレードなく成功させたことはない。3回転 - 3回転のコンビネーションジャンプは3T-3T（3回転トゥループ - 3回転トゥループ）または3Lz（ルッツ）-3Tを予定するものの、二つ目のジャンプがダウングレード判定になったり、2T（2回転）に変更することが多い。3連続ジャンプは3S（サルコウ）-2T-2Tを試みている。
スパイラルシークエンス、レイバックスピン、足替えコンビネーションスピンで頻繁にレベル4認定を受けており、レイバックスピンではさらに+1の加点を得ることが多い。

## 主な戦績
| 大会/年                | 2005-06 | 2006-07 | 2007-08 | 2008-09 | 2009-10 | 2010-11 | 2012-13 |
| ---------------------- | ------- | ------- | ------- | ------- | ------- | ------- | ------- |
| 四大陸選手権           |         |         |         |         | 9       |         |         |
| カナダ選手権           |         |         |         |         |         |         | 13      |
| 全米選手権             | 6 N     | 5 J     | 1 J     | 9       | 8       | 14      |         |
| GPスケートアメリカ     |         |         |         |         | 10      | 12      |         |
| GPスケートカナダ       |         |         |         |         |         | 11      |         |
| GPエリック杯           |         |         |         |         | 5       |         |         |
| JGPファイナル          |         |         | 6       | 3       |         |         |         |
| JGPスケートサファリ    |         |         |         | 1       |         |         |         |
| JGPメキシコ杯          |         |         |         | 2       |         |         |         |
| JGPクロアチア杯        |         |         | 4       |         |         |         |         |
| JGPレイクプラシッド    |         |         | 2       |         |         |         |         |
| エスミントチャレンジ杯 |         | 2 J     |         |         |         |         |         |

### 詳細
| 2012-2013 シーズン   |                                            |          |          |           |
| 開催日               | 大会名                                     | SP       | FS       | 結果      |
| 2013年1月13日 - 20日 | カナダフィギュアスケート選手権（ミシサガ） | 12 43.99 | 10 79.95 | 13 123.94 |

| 2010-2011 シーズン    |                                                        |          |          |           |
| 開催日                | 大会名                                                 | SP       | FS       | 結果      |
| 2011年1月23日 - 30日  | 全米フィギュアスケート選手権（グリーンズボロ）         | 11 47.75 | 16 76.00 | 14 123.75 |
| 2010年11月12日 - 14日 | ISUグランプリシリーズ スケートアメリカ（ポートランド） | 9 44.86  | 12 77.60 | 12 122.46 |
| 2010年10月28日 - 31日 | ISUグランプリシリーズ スケートカナダ（キングストン）   | 11 41.02 | 11 84.62 | 11 125.64 |

| 2009-2010 シーズン    |                                                            |          |         |           |
| 開催日                | 大会名                                                     | SP       | FS      | 結果      |
| 2010年1月25日 - 31日  | 2010年四大陸フィギュアスケート選手権（全州）               | 9 48.90  | 9 91.98 | 9 140.88  |
| 2010年1月14日 - 24日  | 全米フィギュアスケート選手権（スポケーン）                 | 9 53.54  | 8 89.77 | 8 143.31  |
| 2009年11月12日 - 15日 | ISUグランプリシリーズ スケートアメリカ（レークプラシッド） | 10 46.56 | 9 82.45 | 10 129.01 |
| 2009年10月15日 - 18日 | ISUグランプリシリーズ エリック・ボンパール杯（パリ）       | 4 58.22  | 7 93.70 | 5 151.92  |

| 2008-2009 シーズン    |                                                        |          |          |          |
| 開催日                | 大会名                                                 | SP       | FS       | 結果     |
| 2009年1月18日 - 25日  | 全米フィギュアスケート選手権（クリーブランド）         | 11 50.30 | 8 100.90 | 9 151.20 |
| 2008年12月10日 - 14日 | 2008/2009 ISUジュニアグランプリファイナル（高陽）      | 1 54.24  | 4 90.25  | 3 144.49 |
| 2008年10月8日 - 12日  | ISUジュニアグランプリ スケートサファリ（ケープタウン） | 3 46.75  | 2 87.36  | 1 134.11 |
| 2008年9月10日 - 14日  | ISUジュニアグランプリ メキシコ杯（メキシコシティ）     | 2 49.91  | 2 86.55  | 2 136.46 |

| 2007-2008 シーズン     |                                                             |         |          |          |
| 開催日                 | 大会名                                                      | SP      | FS       | 結果     |
| 2008年1月20日 - 27日   | 全米フィギュアスケート選手権 ジュニアクラス（セントポール） | 3 52.63 | 1 103.54 | 1 156.17 |
| 2007年12月6日 - 9日    | 2007/2008 ISUジュニアグランプリファイナル（グダニスク）     | 7 41.49 | 7 74.00  | 6 115.49 |
| 2007年9月26日 - 29日   | ISUジュニアグランプリ クロアチア杯（ザグレブ）              | 3 45.79 | 5 78.03  | 4 123.82 |
| 2007年8月30日 - 9月2日 | ISUジュニアグランプリ レークプラシッド（レークプラシッド）  | 2 46.23 | 2 86.44  | 2 132.67 |

| 2006-2007 シーズン   |                                                           |         |         |          |
| 開催日               | 大会名                                                    | SP      | FS      | 結果     |
| 2007年3月7日 - 11日  | 2007年エスミントチャレンジ杯 ジュニアクラス（ハーグ）     | 2 43.60 | 2 90.02 | 2 133.62 |
| 2007年1月21日 - 28日 | 全米フィギュアスケート選手権 ジュニアクラス（スポケーン） | 6 46.43 | 5 82.94 | 5 129.37 |

| 2005-2006 シーズン  |                                                             |         |         |          |
| 開催日              | 大会名                                                      | SP      | FS      | 結果     |
| 2006年1月7日 - 15日 | 全米フィギュアスケート選手権 ノービスクラス（セントルイス） | 9 36.63 | 5 77.62 | 6 114.25 |